# Мальков, Виктор Леонидович
Ви́ктор Леони́дович Малько́в (2 ноября 1930 — 15 ноября 2021, Москва, СССР) — советский и российский историк, специалист по новейшей истории США; доктор исторических наук (1971), лауреат Государственной премии СССР (1974), заслуженный деятель науки Российской Федерации (1996). Главный научный сотрудник Центра по изучению холодной войны при Институте всеобщей истории РАН; преподавал в МГУ и МГИМО; автор статей в БРЭ.

## Биография
В 1953 году стал выпускником Института международных отношений (МГИМО) МИД СССР и поступил в аспирантуру при Институте истории Академии наук СССР. В 1956 году окончил аспирантуру, в 1958 году защитил кандидатскую диссертацию по теме «Положение промышленного пролетариата и массовое рабочее движение в США в период мирового экономического кризиса (1929—1933 гг.)». После этого работал младшим научным сотрудником Института истории (сектор истории США и Канады), с 1968 года — в Институте всеобщей истории АН СССР.
В 1971 году защитил докторскую диссертацию «Социальные движения и социальная политика новейшего капитализма в США: исследования по истории и историографии „Нового курса“» (в 2 томах). Состоял заместителем председателя и ответственным секретарём Научного совета по истории рабочего и национально-освободительного движения, действовавшего при президиуме АН СССР. В составе авторского коллектива под руководством Г. Н. Севостьянова был удостоен Государственной премии СССР в области науки за двухтомную монографию «История рабочего движения в США в новейшее время» (1970—1971).
Преподавал в нескольких московских вузах: включая МГУ имени Ломоносова и МГИМО. Совместно с акад. П. В. Волобуевым являлся инициатором создания Ассоциации российских историков Первой мировой войны: являлся председателем данной ассоциации. Мальков является заслуженным деятелем науки РФ и действительным членом РАЕН.
По данным на 2019 год состоял главным научным сотрудником Центра по изучению холодной войны при Институте всеобщей истории РАН.

## Основные работы
Виктор Мальков является автором и соавтором более 300 научных публикаций; он специализируется на новейшей истории стран Северной Америки (прежде всего — США), а также — на истории международных отношений:
- «„Новый курс“ в США. Социальные движения и социальная политика» (1973);
- «Первая мировая война. Пролог XX века.» (отв. редактор; 1999);
- «Переходные эпохи в социальном измерении. История и современность» (отв. редактор; 2002);
- «Путь к имперству. Америка в первой половине XX века» (2004);
- «Россия и США в XX веке. Очерки истории международных отношений в социокультурном контексте» (2009);
- Великий Рузвельт. Лис в львиной шкуре. М.: «Эксмо», 2011. 556 с.